# Państwowa Wytwórnia Aparatów Telegraficznych i Telefonicznych
Państwowa Wytwórnia Aparatów Telegraficznych i Telefonicznych (PWATT), zwyczajowo Dzwonkowa – państwowe przedsiębiorstwo zajmujące się produkcją i dystrybucją sprzętu telekomunikacyjnego. Funkcjonowało w latach 1923–1931, kiedy to zostało przekształcone w Państwowe Zakłady Tele- i Radiotechniczne.

## Geneza
W pierwszych latach niepodległości przed dopiero tworzącym się polskim przemysłem telekomunikacyjnym stanęło zadanie zapewnienia wielkich ilości sprzętu, zwłaszcza na potrzeby wojskowe, ale także, ze względu na zniszczenia wojenne, na potrzeby społeczeństwa i administracji. W tym celu polski zarząd pocztowy przejął w 1918 poniemieckie zakłady reparacyjne aparatów telegraficznych, telefonicznych i kabli w Łodzi. W lutym 1920 na ich bazie, po przeniesieniu zakładów do Warszawy (do fabryki braci Petsch), utworzono Państwowe Zakłady Telefoniczne i Telegraficzne (PZTiT). W 1923 w ich miejsce utworzono Państwową Wytwórnię Aparatów Telegraficznych i Telefonicznych (PWATT). Utworzenie PWATT wiązało się również z dążeniem do uniezależnienia od zagranicznych producentów i dostawców.

## Pozycja i zadania
Wytwórnię określono jako przedsiębiorstwo działające na zasadach handlowych. PWATT pozostawała w zarządzie Ministra Poczt i Telegrafów. Jej budżet ustalany był przez Ministra Poczt i Telegrafów w porozumieniu z Ministrem Skarbu. Do zakresu działania PWATT należało wytwarzanie i naprawa "wszelkich aparatów i przedmiotów z dziedziny telegrafii, telefonii i radiotechniki" oraz innego sprzętu stosowanego w służbie poczt i telegrafów, jak również sprzedaż tych wyrobów.
W 1928 PWATT wydzielono z administracji państwowej i utworzono skomercjalizowane przedsiębiorstwo o nazwie: „Państwowa Wytwórnia Aparatów Telegraficznych i Telefonicznych w Warszawie”, przyznając mu osobowość prawną.

## Działalność
Wobec skromnych możliwości finansowych i organizacyjnych, PWATT początkowo ograniczała się do bieżących remontów. W miarę postępującej powojennej stabilizacji, PWATT mogła rozwinąć działalność:  rozpoczęła produkcję aparatów telegraficznych Morse’a, aparatów telefonicznych, ręcznych łącznic telefonicznych o pojemności do 100 numerów oraz części zamiennych do tego sprzętu. Koniunktura gospodarcza lat 1923–1928 doprowadziła do rozbudowy PWATT oraz wzrostu produkcji i zatrudnienia.

## Organizacja
1 sierpnia 1923 weszło w życie zarządzenie Ministra Poczt i Telegrafów, ustalające organizację PWATT. Do organów PWATT zaliczono:
- Radę Zarządzającą, złożoną z pięciu członków powoływanych przez Ministra Poczt i Telegrafów (jeden z nich był reprezentował Ministra Skarbu), z Prezesem i zastępcą Prezesa
- Dyrektorów, powoływanych przez Ministra Poczt i Telegrafów do prowadzenia spraw administracyjnych, technicznych i handlowych przedsiębiorstwa
- Komisję Rewizyjną, złożoną z czterech członków: przedstawiciela Ministra Skarbu (jako przewodniczący), przedstawiciela Ministra Przemysłu i Handlu oraz dwóch reprezentantów Ministra Poczt i Telegrafów.

## Przekształcenie PWATT
Rozporządzeniami z 19 czerwca 1931 Rada Ministrów przyłączyła do PWATT Państwową Wytwórnię Łączności, tworząc jednocześnie w miejsce PWATT Państwowe Zakłady Tele- i Radiotechniczne (PZT) w Warszawie.